# Шемсішах Султан
Хасекі Шемсішах Султан (1619—1698) — друга дружина османського султана Мурада IV.

## Біографія
Зіліхан Дадіані народилася 1619 року в Грузії в родині князя Мінгрелії Левана II Дадіані.
Приблизно в 1630-х роках стала хасекі султана Мурада IV. За однією з версій, шлюб був політичним, попри те, що Мінгрельське князівство не мало міцних зв'язків з Османською імперією; за іншою версією, султан закохався в Зіліхан із першого погляду під час полювання.[джерело?]
Спочатку Шемсішах Султан заробляла 2571 аспер на день, допоки її зарплату не зменшили до 2000 асперів на день, тобто до такої ж суми, яку давали першій дружині султана Мурада — Айше Султан.
Після смерті Мурада IV в 1640 році, за однією з версій, Шемсішах Султан померла за два місяці від туги за султаном. За іншою версією, вона усамітнилася в Старому палаці, де прожила до 1698 року.

## Діти
- Хафса-султан (1634—1678).
- Айше-султан (1637—?), до 1655 року вийшла заміж за Ермені Сулеймана Пашу.